# 缠枝莲纹

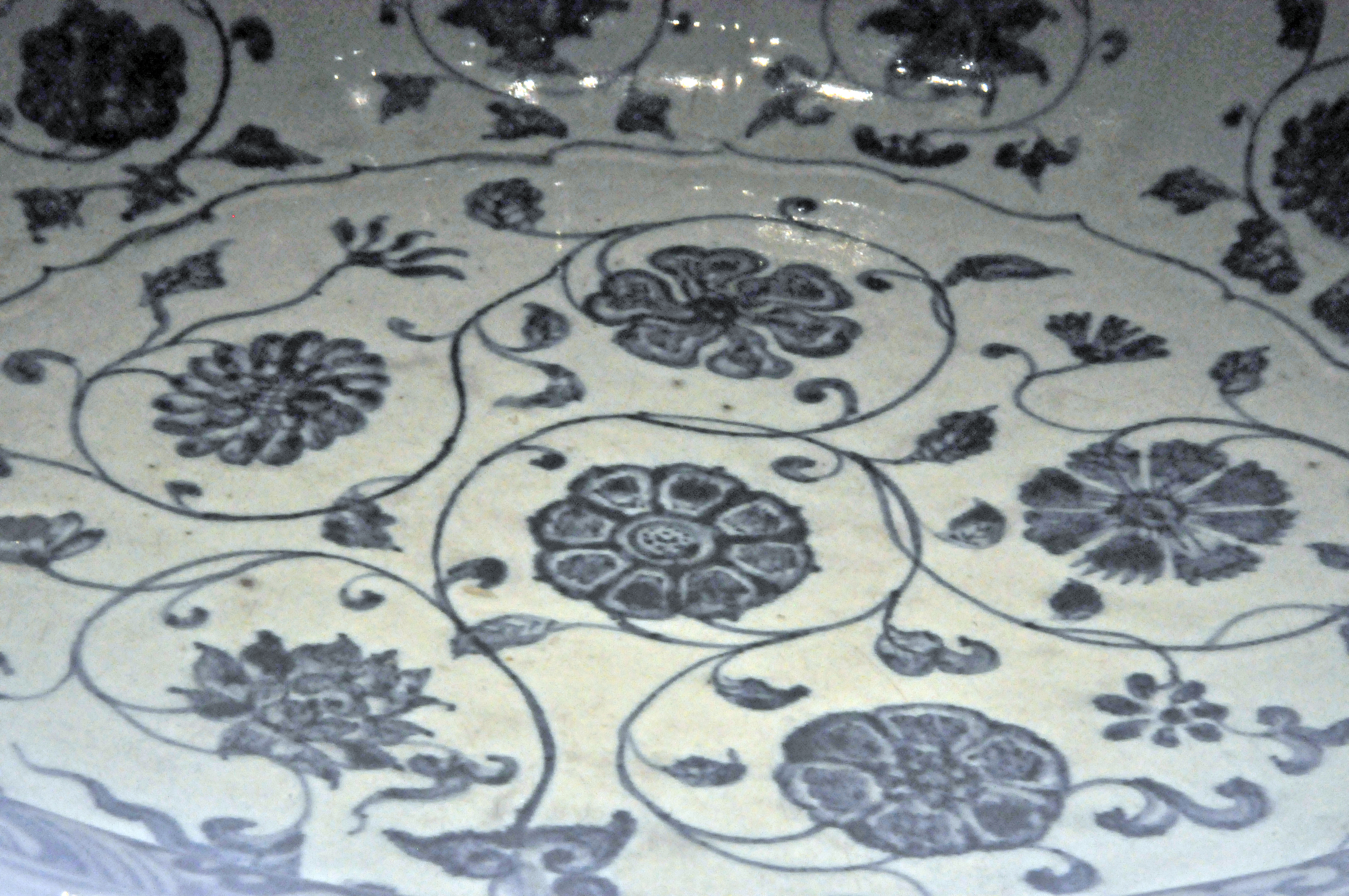
青花缠枝莲纹菱花口盘

缠枝莲纹又称串枝莲、穿枝莲，是一种中国传统的植物纹样，在朝鮮半島、日本、琉球、越南和蒙古等地也非常常見。
缠枝莲以莲花为主体，以蔓草缠绕成图案。广泛应用在建筑、纺织、石雕、木雕和青花瓷器上。